# 麻栗站
麻栗站（站牌彝文写作ꂸꆺ/map lip）是一个成昆线上的铁路车站，位于四川省凉山彝族自治州德昌县麻栗镇，建于1970年，目前为四等站，邮政编码为615502。目前车站为会让站，不办理客货运业务。
2018年1月20日，中铁五局对站内信号设备进行改造工程，包括更换室内信号设备、6组道岔转辙设备、12架信号机、轨道区段设备，同时对配套通信、房屋、电力设备进行改造。

## 图片

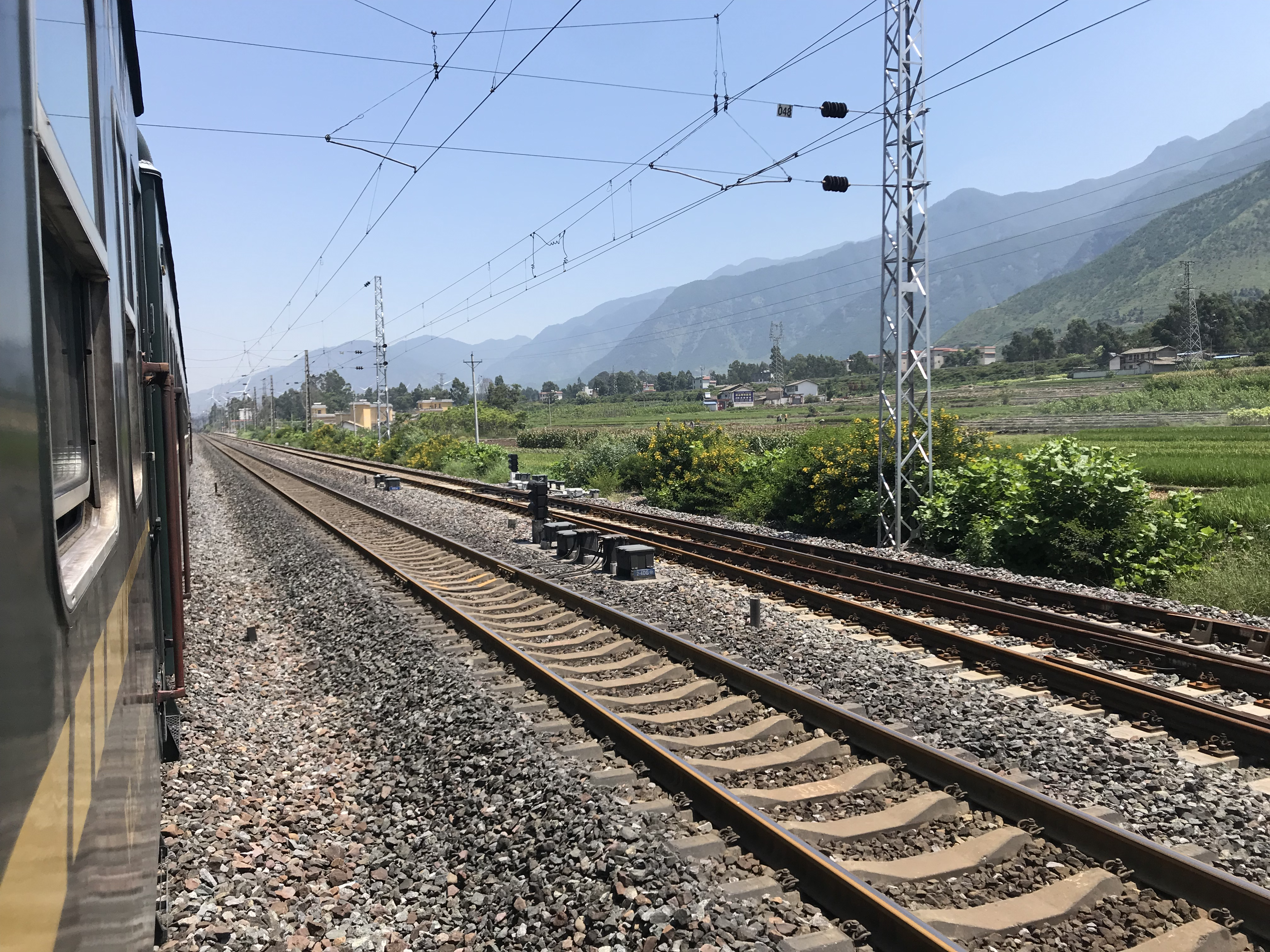
站内股道
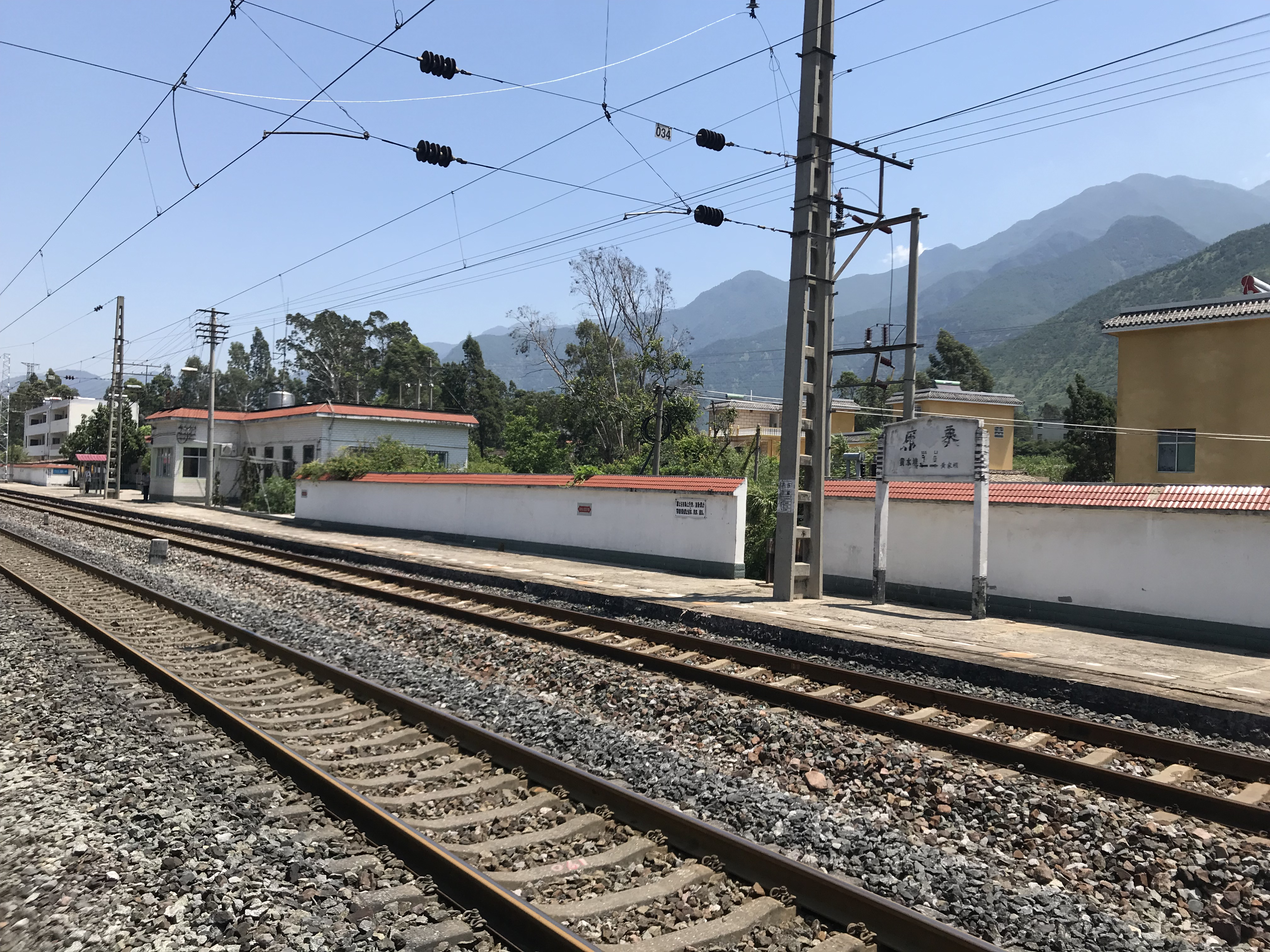
站牌
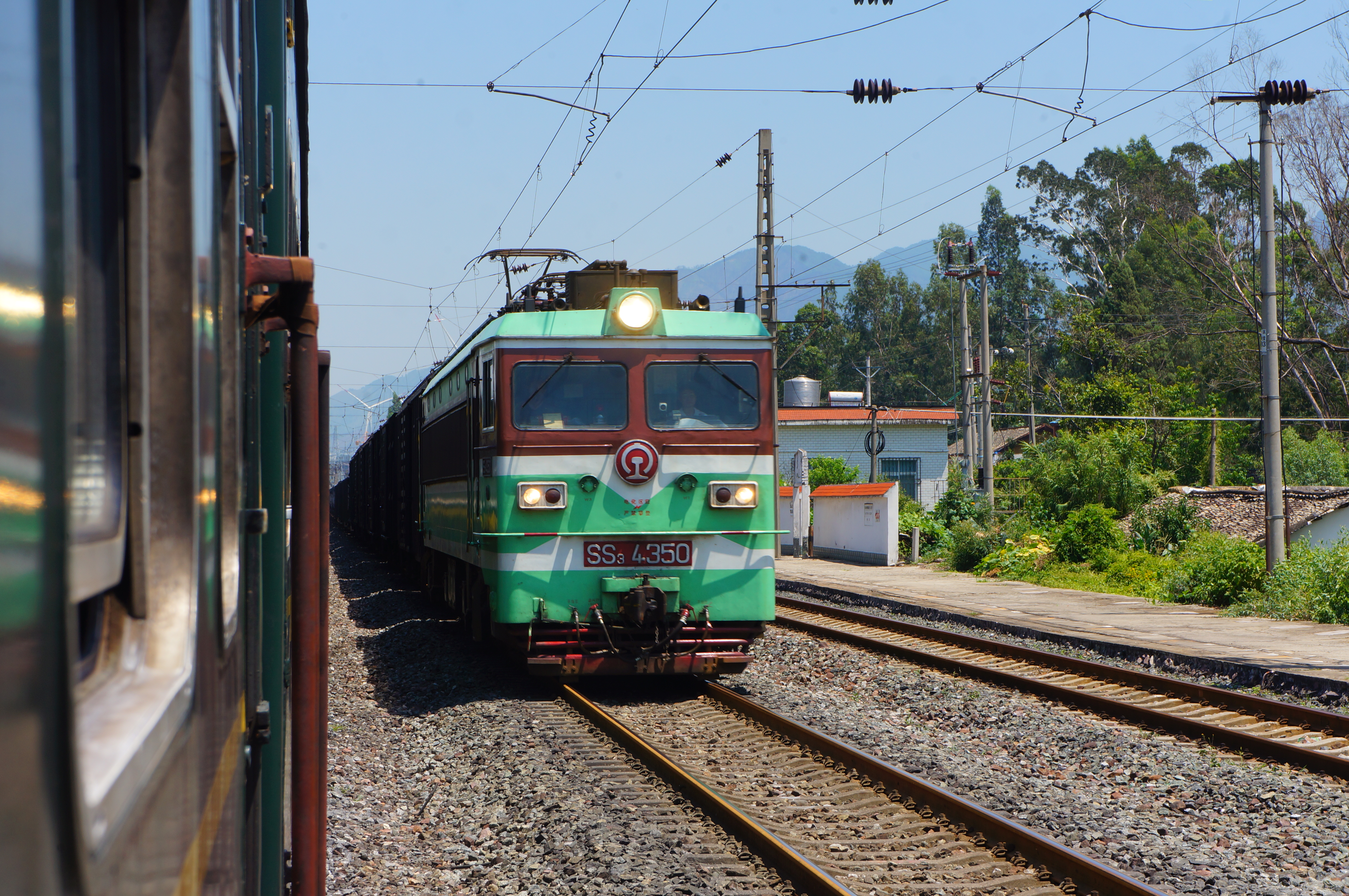
韶山3型電力機車牵引货列通过